# Olympische Jugend-Sommerspiele 2014/Golf
Bei den Olympischen Jugend-Sommerspielen 2014 in der chinesischen Metropole Nanjing wurden drei Wettbewerbe im Golf ausgetragen.
Die Turniere fanden vom 19. bis zum 26. August im Zhongshan International Golf Club statt.

## Jungen
Die Wettkämpfe wurden vom 19. bis 21. August ausgetragen.
| Platz | Land | Athlet          | Runde 1 | Runde 2 | Runde 3 | Gesamtschläge |
| ----- | ---- | --------------- | ------- | ------- | ------- | ------------- |
| 1     | ITA  | Renato Paratore | 72      | 67      | 66      | 205 (−11)     |
| 2     | SWE  | Marcus Kinhult  | 66      | 72      | 69      | 207 (−9)      |
| 3     | THA  | Danthai Boonma  | 67      | 70      | 73      | 210 (−6)      |
| 5     | GER  | Jonas Liebich   | 69      | 77      | 66      | 212 (−4)      |
| 32    | AUT  | Johannes Schwab | 100     | 93      | 88      | 281 (+65)     |

## Mädchen
Die Wettkämpfe wurden vom 19. bis 21. August ausgetragen.
| Platz | Land | Athlet           | Runde 1 | Runde 2 | Runde 3 | Gesamtschläge |
| ----- | ---- | ---------------- | ------- | ------- | ------- | ------------- |
| 1     | KOR  | Lee Soyoung      | 69      | 68      | 65      | 202 (−14)     |
| 2     | TPE  | Cheng Ssu-Chia   | 69      | 70      | 66      | 205 (−11)     |
| 3     | THA  | Supamas Sangchan | 73      | 66      | 70      | 209 (−7)      |
| 4     | GER  | Olivia Cowan     | 76      | 69      | 69      | 214 (−2)      |
| 8     | CHE  | Azelia Meichtry  | 73      | 75      | 70      | 218 (+2)      |
| 25    | AUT  | Lea Zeitler      | 79      | 76      | 75      | 230 (+14)     |

## Gemischtes Team
Die Wettkämpfe wurden vom 24. bis 26. August ausgetragen.
| Platz | Land    | Athleten                             | Runde 1 | Runde 2 | Runde 3 (J) | Runde 3 (M) | Gesamtschläge |
| ----- | ------- | ------------------------------------ | ------- | ------- | ----------- | ----------- | ------------- |
| 1     | SWE     | Marcus Kinhult Linnea Strom          | 65      | 67      | 70          | 70          | 272 (−16)     |
| 2     | KOR     | Youm Eun Ho Lee Soyoung              | 61      | 71      | 72          | 68          | 272 (−16)     |
| 3     | ITA     | Renato Paratore Virginia Elena Carta | 62      | 72      | 70          | 70          | 274 (−14)     |
| 6     | GER     | Jonas Liebich Olivia Cowan           | 63      | 72      | 69          | 72          | 276 (−12)     |
| 17    | CHE CHN | Azelia Meichtry Dou Zecheng          | 70      | 69      | 74          | 77          | 290 (+2)      |
| 29    | AUT     | Johannes Schwab Lea Zeitler          | 71      | 75      | 95          | 72          | 313 (+25)     |